# Ленґ (Куявсько-Поморське воєводство)
Ленґ (пол. Łęg, нім. Neusaß) — село в Польщі, у гміні Хелмно Хелмінського повіту Куявсько-Поморського воєводства.
Населення — 266 осіб (2011).
У 1975-1998 роках село належало до Торунського воєводства.

## Демографія
Демографічна структура станом на 31 березня 2011 року:
|          | Загалом | Допрацездатний вік | Працездатний вік | Постпрацездатний вік |
| -------- | ------- | ------------------ | ---------------- | -------------------- |
| Чоловіки | 128     | 27                 | 93               | 8                    |
| Жінки    | 138     | 40                 | 73               | 25                   |
| Разом    | 266     | 67                 | 166              | 33                   |